# Aphelaria complanata
Aphelaria complanata é uma espécie de fungo pertencente à família Aphelariaceae.